# 切爾姆斯福德座堂
切爾姆斯福德座堂（英語：Chelmsford Cathedral）是位於英國英格蘭艾塞克斯郡切爾姆斯福德的一座教堂，獻給聖母瑪麗亞、聖彼得、聖嘉德。這座教堂是聖公會切姆斯福德教區的坐堂。教堂修建於15世紀至16世紀時期。

## 外部連結

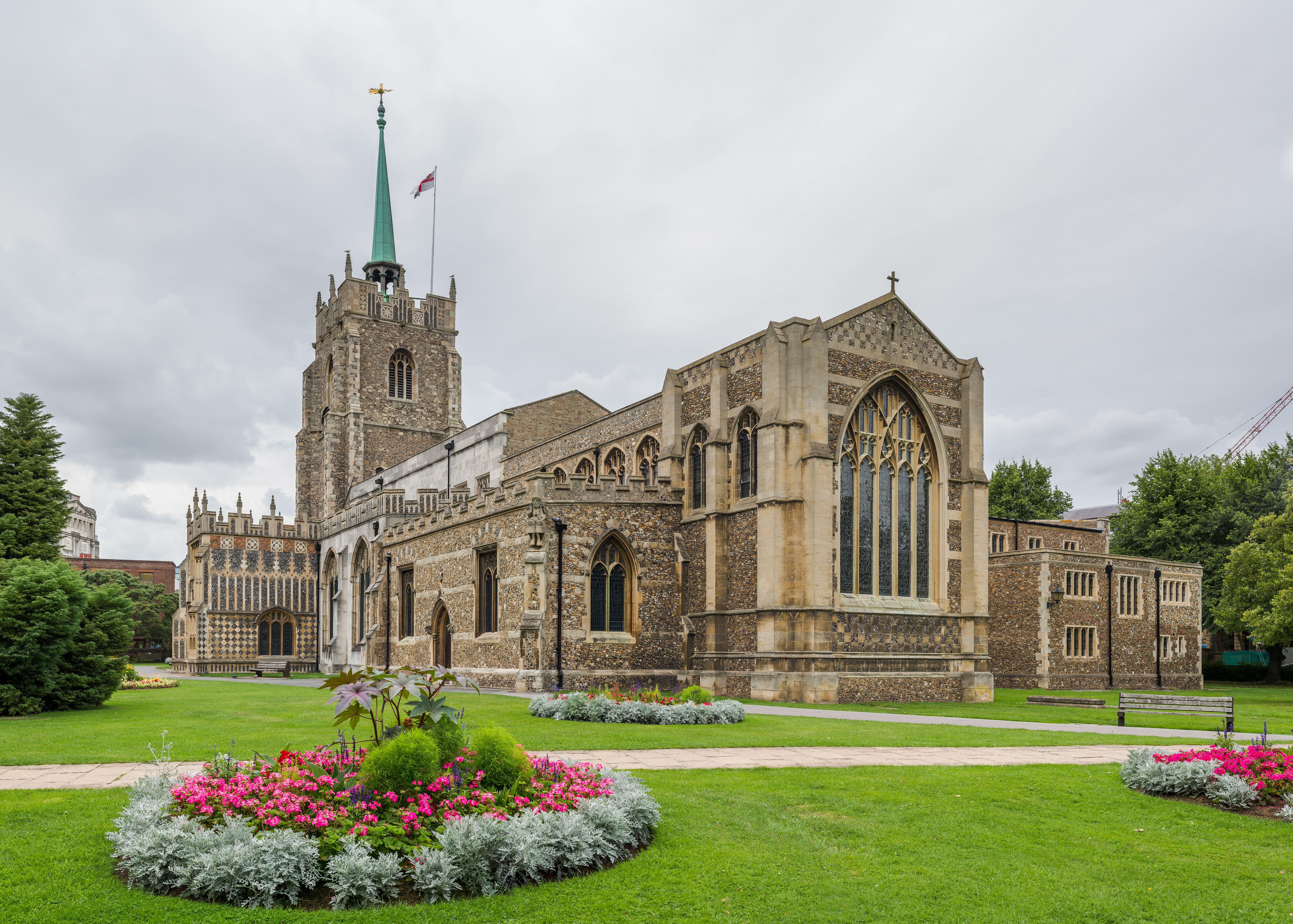
切爾姆斯福德座堂

- Chelmsford Cathedral website （页面存档备份，存于）

51°44′08″N 0°28′27″E / 51.735556°N 0.474167°E